# Novoivanivka, Bilopillea
Novoivanivka (în ucraineană Новоіванівка) este un sat în comuna Hurînivka din raionul Bilopillea, regiunea Sumî, Ucraina.

## Demografie
Componența lingvistică a localității Novoivanivka
     Ucraineană (96,12%)
     Rusă (3,88%)
Conform recensământului din 2001, majoritatea populației localității Novoivanivka era vorbitoare de ucraineană (96,12%), existând în minoritate și vorbitori de rusă (3,88%).